# Нейва (Свердловская область)
Не́йва — посёлок при одноимённой железнодорожной станции в Кировградском муниципальном округе Свердловской области России.

## Географическое положение
Посёлок расположен в восточной части Кировградского муниципального округа, в трёх километрах к северо-востоку от посёлка Нейво-Рудянки, с которым связан грунтовой дорогой. В полукилометре к северо-востоку от посёлка Нейва расположена деревня Листвянное, к которой ведёт грунтовая дорога.
Посёлок находится в 74 километрах (по автодороге) к северу от Екатеринбурга, в 78 километрах (по автодороге) к югу от Нижнего Тагила, в 11 километрах (по автодороге — в 21 километре) к юго-востоку от Кировграда.
Железнодорожная магистраль Пермь — Нижний Тагил — Екатеринбург ограничивает посёлок с северо-запада. Здесь расположена железнодорожная станция Нейва Свердловской железной дороги. За железной дорогой протекает река Нейва. К юго-западу от посёлка пролегает высоковольтная линия электропередач.
Площадь посёлка равна 0,058 км², что составляет 0,0000866769 % от площади муниципального округа.
Единственная улица посёлка — Станционная. Здесь расположены несколько дачных домов, а также железнодорожные объекты.

## Название
Посёлок получил своё название от железнодорожной станции Нейва. В свою очередь, станция названа по географическому положению — близ реки Нейвы.

## Население
Постоянного населения посёлок не имеет и, как и соседнее Листвянное, является населённым пунктом сезонного проживания.
| 2002 | 2010 |
| ---- | ---- |
| 0    | →0   |